# Polavision

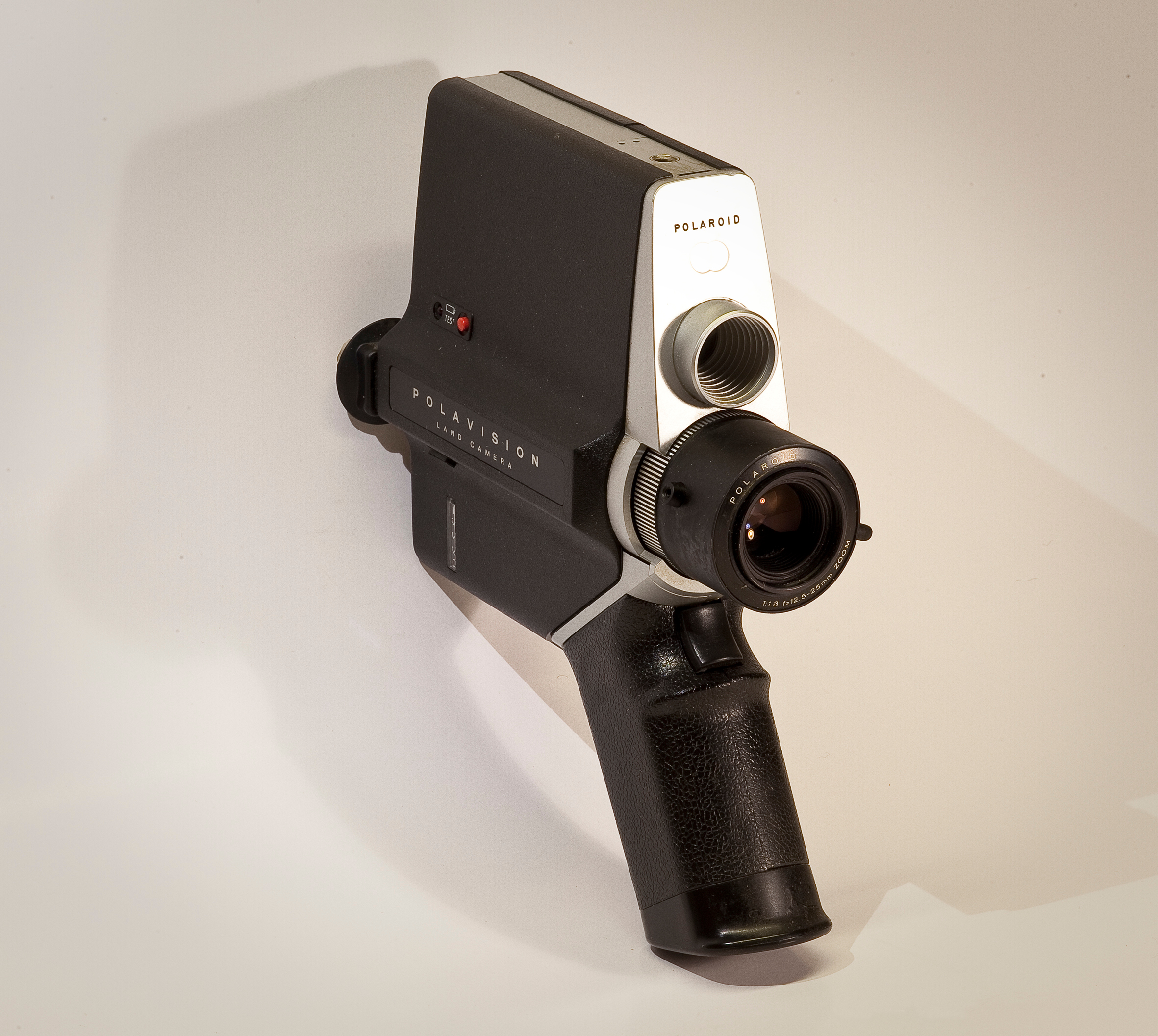
Une caméra Polavision

La Polavision est un procédé lancé en 1977 par la firme américaine Polaroid pour le cinéma amateur permettant de réaliser des films 8 mm à développement instantané.

## Présentation
Les films étaient présentés en cassettes spécialement conçues pour le système. Le film était développé en 90 secondes. D'un côté on trouvait une caméra muette et de l'autre un projecteur/lecteur dans lequel on introduisait la cassette, le film était projeté en rétro-projection sur un petit écran.
Le procédé était assez cher, donnait des films de moins bonne qualité que le Super 8 classique et ne permettait pas d'autre exploitation que sur son système.
Contrairement à la photographie instantanée, le procédé, qui arrivait un peu tard, ne put jamais s'imposer face au Super 8 et alors que la vidéo commençait à s'implanter dans le grand public. Il aboutit à un échec et fut retiré du marché très rapidement. Il ne fait aucun doute que mieux abouti et lancé plus tôt (ou sans la concurrence de la video) le procédé aurait eu plus de chances de conquérir un public plus large.
L'échec du Polavision a accéléré la faillite de la firme autrichienne Eumig qui fabriquait les caméras et projecteurs.